# Michail Gromov
Michail Leonidovič Gromov (* 23. prosince 1943, Boksitogorsk, SFSR) je rusko-francouzský matematik žijící ve Francii. Je známý díky své práci v různých oblastech matematiky, zejména však v geometrii (v širším slova smyslu). Asi nejvýznamnější je jeho práce v oblasti geometrické teorie grup, kde jako první přišel s konceptem hyperbolické grupy. Pracoval i v symplektické topologii, kde přišel se pseudoholomorfními křivkami a v riemannovské geometrii. Jeho práce však zasahuje i do matematické analýzy a algebry, kde vícekrát přišel s „geometrickou formulací“ různých problémů. Například jeho h-princip je základem geometrické teorie parciálních diferenciálních rovnic.
Je nositelem několika vědeckých ocenění, asi nejvýznamnější z nich jsou Wolfova cena za matematiku (1993) a Abelova cena (2009).